# 勿来町九面
勿来町九面（なこそまち ここづら）は、福島県いわき市にある大字である。郵便番号は979-0147。

## 地理
いわき市南部の勿来地区に属する。北で勿来町関田、南で茨城県北茨城市平潟町、南西で北茨城市関本町とそれぞれ隣接する。また地区内に勿来町関田の飛地がある。概ね市町村制以前の菊多郡九面村の流れを汲む地域である。市域最南端にて太平洋に面する茨城県との県境の地区であり、勿来漁港を中心としたわずかな平地に集落が広がる。植田町内に所在するいわき南警察署及び錦町に所在する勿来消防署がそれぞれ管轄にあたる。

### 主な字
字
複数の字を持つが、地名の表記に「字」の文字は使用されない。
- 横石
- 九浦町
- 馬道

- 鵜子
- 二後浦
- 浜田

- 平次返り
- 坂下

## 歴史
- 1879年1月27日 - 棚倉藩領九面村が福島県内における郡区町村制の施行により菊多郡の村となる[4]。
- 1889年4月1日 - 町村制の施行により九面村が窪田村、白米村、関田村、酒井村、大高村、四沢村と合併し、菊多郡窪田村が新たに発足する。り、旧九面村域は窪田村の大字となる[4]。
- 1896年4月1日 - 菊多郡と周辺郡との合併により石城郡が発足し、石城郡窪田村となる[4]。
- 1925年5月1日 - 窪田村が町制施行し、勿来町となる[4]。
- 1955年4月29日 - 勿来町が山田村、植田町、川部村、錦町と合併、勿来市が新たに発足し、勿来市の大字となる[4]。
- 1966年10月1日 - 勿来市が平市・常磐市・内郷市・磐城市、石城郡小川町・遠野町・四倉町・川前村・田人村・好間村・三和村、双葉郡久之浜町・大久村と合併しいわき市となり、いわき市勿来地区の大字となる[4]。

## 世帯数と人口
2023年10月31日現在の世帯数と人口は以下の通りである。
| 大字       | 世帯数 | 人口  |
| ---------- | ------ | ----- |
| 勿来町九面 | 74世帯 | 171人 |

## 小・中学校の学区
市立小・中学校に通う場合、学区は以下の通りとなる。
| 番地 | 小学校                   | 中学校                   |
| ---- | ------------------------ | ------------------------ |
| 全域 | いわき市立勿来第二小学校 | いわき市立勿来第二中学校 |

## 交通

### 鉄道
- JR常磐線

### 道路
- 国道6号

## 施設
- 勿来漁港
- 津神社
- 九面薬師堂